# Šebrov-Kateřina
Šebrov-Kateřina település Csehországban, a Blanskói járásban. Šebrov-Kateřina Vranov, Svinošice, Lipůvka és Blansko településekkel határos. Lakosainak száma 830 fő (2024. január 1.).

## Népesség
A település lakosságának változását az alábbi diagram mutatja:
| Lakosok száma | 656  | 799  | 967  | 877  | 708  | 620  | 804  | 808  | 828  | 830  |
|               | 1869 | 1890 | 1921 | 1950 | 1980 | 2001 | 2017 | 2019 | 2022 | 2024 |